# 伊萨拉
伊萨拉是巴西圣卡塔琳娜州的一个市镇。总面积293平方公里，总人口54107人，人口密度184.7人/平方公里。